# 타키온

타키온(tachyon) 또는 타키온 입자(tachyonic particle)는 빛보다 느린 입자인 '타디온'(tardyon)의 반대말로 빛의 속도보다 빨리 움직인다는 가설적인 아원자입자이다. 빛보다 빠른 물질에 대한 생각은 독일의 물리학자 아르놀트 조머펠트가 처음 고안하였고 그 뒤 제럴드 파인버그가 1960년대에 '빠르다'는 의미를 가진 그리스어 ταχύς(‘타쿠스’)로부터 ‘타키온’이라는 이름을 지었다.
상대성이론에서 타키온은 공간꼴 사차원 운동량과 허수 고유시간을 갖는다. 타키온은 에너지-운동량 도표에서 공간꼴 속성을 갖기 때문에 빛보다 느린 속도로 떨어질 수 없다. 설사 타키온을 통상적인 국소화가 가능한 입자로 여긴다고 하더라도 특수상대성이론의 인과율을 위배하지는 않으며 빛보다 빠른 정보의 전송을 허용하는 것은 아니다. 이론적으로 만약 타키온이 존재한다면 질량은 허수가 될 것으로 추정하고 있다. 또한 에너지를 얻을수록 속도가 느려진다. 그러므로 에너지가 가장 클 때는 빛의 속도가 되며, 에너지를 모두 잃어 허수가 된다면 그 속도는 이론상 무한대가 된다.
양자장론의 관점에서, 타키온은 계의 불안정성을 나타내는 지표로써 이해할 수 있으며 이 때의 불안정성은 타키온 장으로 기술되는 타키온 응축으로 다루어질 수 있다. 타키온 장은 보존 끈이론과 같은 많은 종류의 문맥에서 이론적으로 등장한다. 입자에 대한 현대적인 이해에서 타키온은 너무 불안정하여 존재한다고 여기기 어렵다. 이 때에 타키온을 통한 빛보다 빠른 정보의 전달과 인과율의 파괴는 두 가지 관점에서 불가능한데, 우선 타키온 응축으로 인해 존재할 수 없으며 설사 존재하더라도 정보를 전송할 수는 없게 된다고 설명하고 있다. 그동안 물리학자들 사이에서는 존재에 대한 이론적인 논쟁에서 벗어나 실험에서 존재를 규명하려는 시도들이 있어왔으나 실험적인 증거는 아직 얻어진 적이 없었다. 그러나, 2011년 9월 22일에 CERN에서 드디어 빛보다 빠른 물질을 찾아냈다며, 공식적인 발표를 내놓았다. 실험 도중에 입자 가속기 속을 운동하던 중성미자가 광속보다 60나노초 더 빠르게 운동한다는 결과가 나왔기 때문이었다. 그러나 아직까지는 이것이 사실인지를 확인할 수 있는 수준은 아니어서 이 '발견'의 발표에 대해 좀더 신중할 필요가 있다는 주장도 제기된 바가 있었다. 결국, 실험 과정에서 사용된 GPS 장비의 오류가 발견되고 나서, 다시 실험을 하였는데 문제의 중성미자는 광속보다 빨리 운동하지 않았다. 결국 타키온의 발견은 실험 과정의 오류였던 것으로 판명되었다.

## 기본 성질
타키온은 공간꼴 사차원벡터를 갖는 입자이다. 그 동역학에 대한 두 가지 동등한 접근은:
- 우선 보통의 빛보다 느린 입자들과 동일한 수식이 타키온에도 적용된다고 가정한다. 이때 에너지-운동량 관계는

{\displaystyle E^{2}=p^{2}c^{2}+m^{2}c^{4}\;}
이며 여기서 p는 상대론적 운동량이며 m은 정지질량이다. 또한 입자의 총에너지는
{\displaystyle E={\frac {mc^{2}}{\sqrt {1-{\frac {v^{2}}{c^{2}}}}}}}
이다. 이때 총에너지는 정지질량에 의한 에너지와 운동에 의한 에너지 기여가 모두 포함된다.
그러나 에너지 식에서 v가 c보다 클 때는, 분모가 허수가 된다. 총 에너지는 실수가 되어야하므로 분자 역시 순허수가 되어야만 한다. 즉 정지질량 m이 허수가 되어야 하는 것이다.
- 질량에 대한 간단한 대치를 통해 타키온이 실수 질량을 갖는다고 동등하게 생각할 수도 있다. m = i*z(여기서{\displaystyle i^{2}=-1})라고 정의하면 아인슈타인의 에너지-운동량 관계는

{\displaystyle E^{2}+z^{2}c^{4}=p^{2}c^{2}}
으로 된다. 이제 에너지는
{\displaystyle E={\frac {zc^{2}}{\sqrt {{\frac {v^{2}}{c^{2}}}-1}}}}
이 된다. 따라서 허수 질량에 대하여 고려할 필요가 없으며 복소수 값을 갖는 질량의 의미가 무엇인지를 물리적으로 따지는 문제를 피할 수 있게 된다. 단, 타키온이 아닌 일반 입자들과의 상호작용을 고려하기 위해 z를 다시 m으로 바뀔 경우는 물론 이와 같이 생각할 수는 없다.
위의 두 가지 접근은 수학적으로 동등하며 물리적으로 같은 결과를 준다. 한 가지 재미있는 사실은, 일반적인 입자들과는 달리 타키온의 속도는 에너지가 감소함에 따라 증가한다는 것이다. (통상적인 물질에서 E는 속도 v가 증가하여 c에 가까워짐에 따라 증가한다. 따라서 통상적인 입자들이 빛의 속도라는 속도의 상한을 갖는 것처럼 타키온도 c이하의 속도로 떨어질 수 없게 되는 속도의 하한을 갖게 된다. 왜냐하면 두 경우 모두 제한선에 다가갈 때는 무한대의 에너지가 필요해지기 때문이다.
타키온을 양자화하면 그것들이 스핀이 없는 페르미-디랙 통계를 따르는 입자라는 것을 알 수 있는데, 즉 타키온은 통상적인 입자에서는 허용되지 않는 스칼라 페르미온인 것이다.  또한 그것들은 쌍으로 생성되거나 소멸되어야 한다.
그런 입자들의 존재는 현대의 물리학에서 흥미로운 문제들을 만들어내는데, 전자기 복사에서 타키온이 — 설사 그래야만 하는 이유가 없더라도 선험적으로 타키온이 중성 혹은 전하를 갖는 상태 둘 중 하나 여야만 해서 — 전기적 전하를 갖는다고 가정하면 대전된 타키온은 통상적인 대전 입자가 매질 속에서의 국소 속도를 넘어설 때의 체렌코프 복사에서와 같이 에너지를 잃어가게 된다. 대전된 타키온은 따라서 진공속에서 고정된 고유시간 가속을 하며, 필연적으로 그 세계선은 시공간에서 쌍곡선의 형태가 된다. 그러나, 살펴본 것처럼 타키온의 에너지는 속도를 증가시키게 되며 따라서 하나의 쌍곡선은 두 개의 반대로 대전된 타키온이 반대의 운동량(같은 크기, 반대의 부호)을 가지며 동시에 시공간의 동일한 지점에서 무한대의 속도에 도달하여 서로를 소멸시키는 경로를 기술한다. (무한대의 속도에서 두 타키온은 에너지를 갖지 않고 반대 부호를 갖는 유한한 운동량만을 갖게 되며, 따라서 서로를 소멸시키는 과정은 보존 법칙에 위배되지 않는다. 소멸 시간은 좌표계에 의존한다.) 혹은 전기적으로 중성인 타키온이라 해도 중력의 체렌코프 복사에 따라 에너지를 잃게 되며 앞서의 기술과 비슷하게 움직일 수록 속도가 증가하게 된다.

## 같이 보기
- 타키온 응축
- 푸앵카레 군